# حسن الزيني (عزبة)
عزبة حسن الزيني، عزبة تابعة لقرية أبو مندور، التابعة لمركز دسوق، التابع لمحافظة كفر الشيخ في جمهورية مصر العربية.